# Класс PSPACE

Иерархия классов сложности.

Класс сложности PSPACE — набор всех проблем разрешимости в теории сложности вычислений, которые могут быть разрешены машиной Тьюринга с полиномиальным ограничением пространства.

## Машина Тьюринга с полиномиальным ограничением пространства
Если для данной машины Тьюринга верно, что существует полином p(n), такой что на любом входе размера n она посетит не более p(n) клеток, то такая машина называется машиной Тьюринга с полиномиальным ограничением пространства.
Можно показать, что:
1. Если машина Тьюринга с пространством, полиномиально ограниченным p(n), то существует константа c, при которой эта машина допускает свой вход длины n не более, чем за {\displaystyle c^{1+p(n)}} шагов.
Отсюда следует, что все языки машин Тьюринга с полиномиальным ограничением пространства — рекурсивные.

## Классы PSPACE, NPSPACE
Класс языков PSPACE — множество языков, допустимых детерминированной машиной Тьюринга с полиномиальным ограничением пространства.
Класс языков NPSPACE — множество языков, допустимых недетерминированной машиной Тьюринга с полиномиальным ограничением пространства.
Для классов языков PSPACE и NPSPACE верны следующие утверждения:
1. PSPACE = NPSPACE (этот факт доказывается теоремой Сэвича)
2. Контекстно-зависимые языки являются подмножеством PSPACE
3. {\displaystyle {\mbox{NL}}\subseteq {\mbox{P}}\subseteq {\mbox{NP}}\subseteq {\mbox{PSPACE}}\subseteq {\mbox{EXPTIME}}}
4. {\displaystyle {\mbox{NL}}\subsetneq {\mbox{PSPACE}}\subsetneq {\mbox{EXPSPACE}}}
5. Если язык принадлежит PSPACE, то существует машина Тьюринга с полиномиальным ограничением пространства, такая что она остановится за {\displaystyle c^{p(n)}} шагов для некоторого c и полинома p(n).
Известно, что хотя бы один из трёх символов включения {\displaystyle \subseteq } в утверждении {\displaystyle {\mbox{NL}}\subseteq {\mbox{P}}\subseteq {\mbox{NP}}\subseteq {\mbox{PSPACE}}} должен быть строгим {\displaystyle (\subsetneq )} (то есть исключать равенство множеств, отношение между которыми он описывает), но неизвестно, который из них. Также хотя бы одно подмножество в утверждении {\displaystyle {\mbox{P}}\subseteq {\mbox{NP}}\subseteq {\mbox{PSPACE}}\subseteq {\mbox{EXPTIME}}} должно быть собственным (то есть хотя бы один символ включения должен быть строгим).
Есть предположение, что все эти включения строгие {\displaystyle (\subsetneq )}.

## PSPACE-полная задача
PSPACE-полная задача — это такая задача {\displaystyle {\mbox{L}}\in {\mbox{PSPACE}},} к которой могут быть сведены по Карпу все проблемы класса PSPACE за полиномиальное время.
Про PSPACE-полную задачу известны следующие факты:
Если {\displaystyle {\mbox{L}}} является PSPACE-полной задачей, то
1.{\displaystyle {\mbox{L}}\in {\mbox{P}}\Rightarrow {\mbox{P}}={\mbox{PSPACE}};}
2.{\displaystyle {\mbox{L}}\in {\mbox{NP}}\Rightarrow {\mbox{NP}}={\mbox{PSPACE}}.}
Пример PSPACE-полной задачи: нахождение истинных булевых формул с кванторами.